# Mário Gomes
Mário Gomes, właściwie Mário do Nascimento Gomes Filho (ur. 11 grudnia 1952 w Rio de Janeiro, w stanie Rio de Janeiro) – brazylijski aktor, kompozytor i muzyk, model.

## Życiorys
W wieku 14 lat stracił ojca. Wychowywała go matka Virgínia do Nascimento Gomes. Mając 17 lat rozpoczął wziął udział w telenoweli Rede Excelsior Dwór wampirów (A Mansão dos Vampiros). Po debiucie w teatrze w 1972 z numerem montażu Grety Garbo Longshots w Irajá, został zaproszony przez Waltera Avancini do pracy jako model. 
Wyróżniał się głównie w telenowelach Rede Globo: Gabriela (1975) z Sônią Bragą, Dwa życia (Duas Vidas, 1976), Gry życia (Jogo da Vida, 1981), Słoneczne lato (Sol de Verão, 1982), Wojna płci (Guerra dos Sexos, 1983), Vereda Tropical (1984) i Niebezpieczne indyki (Perigosas Peruas, 1992).
Jest również kompozytorem. W swoim repertuarze ma m.in. utwory „Rei dos Trópicos”, „Chiclete e Cabochard” i „O Dono da Bola”, który śpiewał w telenoweli Vereda Tropical. W 1985 roku jako Mário Ipanema założył zespół Mário Gomes e os Supernomes. W tym samym roku otworzył MG Confecções, firmę produkującą odzież sportową i dżinsy.
Grał w sztuce Serwis w pokoju (Serviço de Quarto) Gilberto Gawronskiego na scenie Teatro Cândido Mendes w Rio de Janeiro.

## Wybrana filmografia

### Seriale TV
- 1975: Gabriela jako Leal Berto
- 1976: Dwa życia (Duas Vidas) jako Dino César
- 1976: Zły anioł (Anjo Mau) jako Luís
- 1980: Pióra i cekiny (Plumas & Paetês) jako Angelo
- 1981: Gra życia (Jogo da Vida) jako Jerônimo Souza
- 1982: Słoneczne lato (Sol de Verão) jako Miguel
- 1983: Walka płci (Guerra dos Sexos) jako Orlando 'Nando' Cardoso
- 1984: Vereda Tropical jako Luís Carlos (Luca)
- 1988: Oko za oko (Olho por Olho) jako Máximo Falcão
- 1989: Seks aniołów (O Sexo dos Anjos) jako Renato / Ojciec Aurélio
- 1989: Supermodelka (Top Model) jako Bira
- 1990: Pełnia miłości (Lua Cheia de Amor) jako Wagner
- 1992: Niebezpieczne indyki (Perigosas Peruas) jako Antônio Belotto
- 1993: Oko w oko (Olho no Olho) jako Bruno Andolini
- 1995: Centrum (Malhação) jako Roberto
- 2002: Styl dla kobiet (Desejos de Mulher) jako Raulzinho Loyola
- 2003: Kubanacan jako Ferdinando
- 2005: Księżyc powiedział mi (A Lua Me Disse) jako Agenor / Solano
- 2006: Bang Bang jako Szeryf Greg Taylor
- 2006-2007: Prorok (O Profeta) jako Ernesto da Silva
- 2007: Siedem grzechów (Sete Pecados) jako Amadeu
- 2008: Porady o tematyce uwodzicielskiej (Dicas de um Sedutor) jako Roger
- 2008-2009: Ulubiony (A Favorita) jako Gurgel
- 2009: Równoległa moc (Poder Paralelo) jako Jairo Pavão (Pavãozinho)
- 2009: Zwariowana rodzina (Louca Família) jako Eumário
- 2010: Ballada, Baladão (Balada, Baladão) jako Roberto Monteiro
- 2011: W grze (Vidas em Jogo) jako dr Maurice Złoto (dr Maurício Dourado)
- 2013: Grzech śmiertelny (Pecado Mortal) jako Getúlio

### Filmy fabularne
- 1970: Anioły i demony (Anjos e Demônios) - niewymieniony w czołówce
- 1974: Płeć lalki (O Sexo das Bonecas) jako Renato
- 1978: Slumsy (O Cortiço) jako Jerônimo
- 1982: Pocałunek w usta (Beijo na Boca) jako Mário
- 1982: Tabu jako Francisco Alves
- 1988: Lili, gwiazda kryminału (Lili, a Estrela do Crime) jako Wojownik
- 1990: Szkarłatny skorpion (O Escorpião Escarlate) jako Airton Cartona